# Kamenka
Kamenka (německy Kamitz) je vesnice, část města Odry v okrese Nový Jičín. Nachází se asi 8 km na sever od Oder. V roce 2009 zde bylo evidováno 94 adres. V roce 2001 zde trvale žilo 205 obyvatel.
Kamenka je také název katastrálního území o rozloze 12,03 km2.

## Pamětihodnosti
- Kostel Nejsvětější Trojice
- Přírodní památka Na Čermence
- Tis v Kamence, památný strom na východním okraji vsi, v zahradě u č. p. 46 (49°44′5″ s. š., 17°47′50″ v. d.)
- Javor v Kamence, památný strom v polích sz. od vesnice (49°44′42″ s. š., 17°49′40″ v. d.)